# Cupa Mondială de Baschet Masculin din 2019 - Grupa G
Grupa G de la Cupa Mondială de Baschet Masculin din 2019 a fost o grupă preliminară din cadrul Cupei Mondiale de Baschet Masculin din 2019 care și-a desfășurat meciurile la Shenzhen Bay Sports Centre, Shenzhen. Echipele care au făcut parte din această grupă au fost: Franța, Germania, Iordania și Republica Dominicană. Fiecare echipă a jucat cu fiecare echipă, primele două s-au calificat pentru a doua rundă, iar ultimele două pentru grupele pentru stabilirea părții inferioare a clasamentului final.

## Clasament
| Loc | Echipa               | MJ | V | Î | PM  | PP  | PD  | Pct | Calificare                               |
| --- | -------------------- | -- | - | - | --- | --- | --- | --- | ---------------------------------------- |
| 1   | Franța               | 3  | 3 | 0 | 271 | 194 | +77 | 6   | Avansează în Etapa a doua                |
| 2   | Republica Dominicană | 3  | 2 | 1 | 206 | 234 | −28 | 5   | Avansează în Etapa a doua                |
| 3   | Germania             | 3  | 1 | 2 | 238 | 210 | +28 | 4   | Calificare pentru meciurile de clasament |
| 4   | Iordania             | 3  | 0 | 3 | 202 | 279 | −77 | 3   | Calificare pentru meciurile de clasament |

## Meciuri

### Republica Dominicană vs. Iordania
| 1 septembrie 2019 16:30 |

| Raport |

| Republica Dominicană                           | 80–76 | Iordania                                         |
| Scorul pe sferturi: 22–17, 25–19, 14–17, 19–23 |       |                                                  |
| Pt: Liz 15 Rec: Roberts 6 Pase: Solano 7       |       | Pt: Al-Dwairi 34 Rec: Al-Dwairi 10 Pase: Abbas 4 |

### Franța vs. Germania
| 1 septembrie 2019 20:30 |

| Raport |

| Franța                                          | 78–74 | Germania                                       |
| Scorul pe sferturi: 16–4, 20–16, 23–30, 19–24   |       |                                                |
| Pt: Fournier 26 Rec: Fournier 10 Pase: Albicy 5 |       | Pt: Voigtmann 25 Rec: Theis 8 Pase: Schröder 8 |

### Germania vs. Republica Dominicană
| 3 septembrie 2019 16:30 |

| Raport |

| Germania                                       | 68–70 | Republica Dominicană                             |
| Scorul pe sferturi: 21–16, 18–21, 13–18, 16–15 |       |                                                  |
| Pt: Schröder 20 Rec: Theis 8 Pase: Schröder 7  |       | Pt: Liz 17 Rec: patru jucători 5 Pase: Solano 11 |

### Iordania vs. Franța
| 3 septembrie 2019 20:30 |

| Raport |

| Iordania                                              | 64–103 | Franța                                        |
| Scorul pe sferturi: 18–25, 15–25, 17–28, 14–25        |        |                                               |
| Pt: Tucker 20 Rec: Abbas, Al-Dwairi 7 Pase: Ibrahim 4 |        | Pt: De Colo 19 Rec: Gobert 13 Pase: De Colo 8 |

### Germania vs. Iordania
| 5 septembrie 2019 16:30 |

| Raport |

| Germania                                                | 96–62 | Iordania                                                |
| Scorul pe sferturi: 28–17, 20–19, 18–13, 30–13          |       |                                                         |
| Pt: Kleber 18 Rec: Barthel, Benzing 5 Pase: Schröder 11 |       | Pt: Al Dwairi 17 Rec: Al Dwairi 8 Pase: Abbas, Abdeen 3 |

### Republica Dominicană vs. Franța
| 5 septembrie 2019 20:30 |

| Raport |

| Republica Dominicană                               | 56–90 | Franța                                                 |
| Scorul pe sferturi: 8–18, 13–25, 19–25, 16–22      |       |                                                        |
| Pt: V. Liz 12 Rec: Roberts, Vargas 6 Pase: Ramón 3 |       | Pt: De Colo 15 Rec: Gobert, Poirier 8 Pase: Fournier 5 |